# Austin Group
Austin Group (součást Austin Common Standards Revision Group) je společná technická pracovní skupina, která byla vytvořena k rozvoji a údržbě společné revize POSIX.1 a částí Single UNIX Specification.

## Charakteristika
| Organizace          | Zástupce       |
| ------------------- | -------------- |
| ISO/IEC JTC 1/SC 22 | Nick Stoughton |
| IEEE PASC           | Don Cragun     |
| The Open Group      | Mark Brown     |

Přístup ke specifikaci rozvoje je "write once, adopt everywhere" (v překladu "napiš jednou, využij všude"). S výstupy jde ruku v ruce soubor specifikací, který nese označení IEEE POSIX a ISO/IEC, a The Open Group jako technickou normu. Nová sada specifikací nese zároveň i označení ISO/IEC/IEEE 9945 a tvoří jádro jednotné verze UNIX specifikace 3. Asociace IEEE dříve označovala tuto normu jako 1003.1.
Tento unikátní systém vývoje v sobě spojuje úsilí vést průmysl spolu s formální normalizací všech činností do jedné iniciativy a zahrnuje široké spektrum účastníků.
Skupina má v současné době více než 500 účastníků a předsedá jí Andrew Josey, který je členem The Open Group. Skupina Open Group spravuje každodenní běh skupiny, poskytuje prostory, e-mailové služby, editační a webové vybavení. Neplatí se žádné poplatky za účast nebo členství ve skupině.
Rozhodovací proces je rozdělen mezi tři entity, které publikují výsledné standardy: ISO/IEC (Joint Technical Committee 1, subcommittee 22), IEEE (Portable Applications Standards Committee) a The Open Group. V každé ze tří skupin je jmenován organizační zástupce. Tito tři organizační zástupci rozhodují, zda existuje mezi nimi shoda, a jsou odpovědní za zahájení hlasování v rámci svých příslušných organizací.